# La Chapelle Royale
La Chapelle Royale (фр. Королевская капелла) — французский ансамбль старинной музыки (камерный хор и инструментальный ансамбль), специализировавшийся на исполнении барочной музыки. Расцвет творческой активности пришёлся на 1980-е и 1990-е годы.

## Краткая характеристика
Основан в 1977 году в Париже видным бельгийским аутентистом Ф. Херревеге. Название ансамбля Херревеге копирует название музыкального коллектива при Королевской капелле в Версале (специализировался на исполнении композиторской церковной музыки).
Ансамбль (барочный оркестр) создавался с целью продвижения редко звучащей хоровой (ансамблевой) французской и фламандской музыки барокко (Анри Дюмонт, Жан-Батист Люлли, Марк-Антуан Шарпантье, Андре Кампра и др.). Ранее (в 1970) Херревеге основал в Генте коллектив такого же профиля — «Collegium Vocale», который с 1980-х гг. выступал и записывался совместно с La Chapelle Royale. Помимо того, в 1988 году Херревеге основал вокальный ансамбль «Ensemble Vocal Européen de la Chapelle Royale» (фр. Европейский вокальный ансамбль Королевской капеллы), со специализацией на вокальной музыке эпохи Возрождения, и в 1991 году — оркестр «Orchestre des Champs-Élysées» (фр. Оркестр Елисейских Полей, 1991), которые также выступали и записывались с La Chapelle Royale.
Со временем репертуар коллектива изменился: с конца 1980-х гг. он исполнял преимущественно музыку И.С.Баха, кантатно-ораториальные сочинения венской классической школы (Моцарт, Бетховен) и эпохи романтизма (Берлиоз, Шуман, Мендельсон, Форе, Брамс, Брукнер).
Ансамбль La Chapelle Royal принимал участие в крупных международных музыкальных фестивалях — оперном в Экс-ан-Провансе (1985), Зальцбургском (1992, 1997) и других, выступал на сцене брюссельского оперного театра «Ла Монне» (1992) и парижского «Театра Елисейских Полей» (1992).

## Избранная дискография

### La Chapelle Royale
Примечание. Звёздочкой обозначена дата релиза (дата записи неизвестна)
- 1980: Дж.П. да Палестрина. Месса "Assumpta est Maria". Мотеты
- 1981: А.Дюмонт. Мотеты. Магнификат
- 1982: Ж.-Ф.Рамо. Большие мотеты
- 1983: Рамо. Сюита из оперы-балета "Галантные Индии"
- 1983: Ж.-Б.Люлли. Армида (с купюрами)
- 1984: Ж.-Б.Люлли. Большие мотеты
- 1985: М.-А.Шарпантье. Мотеты. Miserere
- 1986: Жоскен Депре. Мотеты. Stabat mater
- 1987: Г.Шютц. Musikalische Exequien (Траурная музыка)
- 1987*: А.Кампра. Реквием
- 1987: И.С.Бах. Кантаты BWV 78, 198
- 1988: Г.Форе. Реквием, op.48; Messe des Pêcheurs de Villerville (с участием "Ensemble Musique Oblique")
- 1990: М.Р. Делаланд. Miserere. Dies irae
- 1990: Жан Жиль. Реквием. Большой мотет
- 1991: Бах. Басовые кантаты (BWV 82, 56, 158)
- 1995: Л. ван Бетховен. Торжественная месса

### Записи с участиемCollegium Vocale Gent
- 1983: И.Брамс. Мотеты
- 1984: Ф.Мендельсон-Бартольди. Псалмы; Sechs Sprüche, op. 79
- 1984: Бах. Страсти по Матфею[2]
- 1985: Бах. Большие мотеты BWV 225-230[3]
- 1986: К.Монтеверди. Вечерня Девы Марии (при участии ансамбля духовых "Saqueboutiers de Toulouse")
- 1987: Мендельсон. Псалмы
- 1987: Бах. Страсти по Иоанну (только оркестр Королевской капеллы)[4]
- 1989: А.Брукнер. Месса e-moll. Мотеты (с участием "Ensemble Musique Oblique")
- 1990: Бах. Кантаты BWV 21, 42
- 1990: Бах. Магнификат BWV 243. Кантата BWV 80
- 1992: Люлли. Армида (вторая, полная, запись оперы)
- 1992*: Моцарт. Месса c-moll KV 427 (при участии "Orchestre des Champs Elysées")
- 1994: Мендельсон. Сон в летнюю ночь
- 1995: Мендельсон. Св. Павел (при участии "Orchestre des Champs Elysées")
- 1996: В.А.Моцарт. Реквием
- 1996: Бах. Месса h-moll
- 1996: И.Брамс. Немецкий реквием (при участии "Orchestre des Champs Elysées")
- 1997: Г.Берлиоз. Оратория "Детство Христа" (при участии "Orchestre des Champs Elysées")
- 1997: Бах. Кантаты BWV 35, 54, 170
- 1998: Бах. Кантаты BWV 8, 125, 138
- 1998: Бетховен. Симфония № 9 (при участии "Orchestre des Champs Elysées")
- 2001: Г.Форе. Реквием, op.48 (вторая запись, при участии "Orchestre des Champs Elysées")

### Ensemble Vocal Européen de la Chapelle Royale
- 1989: О. Лассо. Плачи пророка Иеремии (Lamentationes Hieremiae Prophetae)
- 1989: К. Джезуальдо. Респонсории утрени Страстной Субботы (Sabbato Sancto)
- 1990: К. Монтеверди. Месса "In illo tempore". Месса на 4 голоса
- 1991: Дж.П. Палестрина. Месса "Viri Galilei". Магнификат (с участием ансамбля "Органум")
- 1991: Г.Л. Хасслер. Месса "Dixit Maria". Мотеты
- 1993: О. Лассо. Слезы Св. Петра (Lagrime di San Pietro)
- 1994: М. Кардозо. Месса "Miserere mihi Domine". Магнификат
- 1995: И.Г. Шейн. "Fontana d'Israel" (мотеты)